# Diocèse de Chiquinquirá
Le diocèse de Chiquinquirá (en latin : Dioecesis Chiquinquirensis ; en espagnol : Diócesis de Chiquinquirá) est un diocèse de l'Église catholique en Colombie, suffragant de l'archidiocèse de Tunja.

## Territoire

Il comprend 27 municipalités du département de Boyacá : Arcabuco, Briceño, Buenavista, Caldas, Chiquinquirá, Chitaraque, Coper, Gachantivá, La Victoria, Maripí, Moniquirá, Muzo, Otanche, Pauna, Quípama, Ráquira, Saboyá, Sáchica, San José de Pare, San Miguel de Sema, San Pablo de Borbur, Santa Sofía, Sutamarchán, Tinjacá, Togüí, Tununguá et Villa de Leyva ce qui représente un territoire de 4 019 km2 divisé en 41 paroisses.
Le siège épiscopal est dans la ville de Chiquinquirá où se trouve la cathédrale du Sacré-Cœur-de-Jésus ainsi que la basilique Notre-Dame-du-Rosaire, qui est le pèlerinage le plus visité de Colombie, car Notre-Dame de Chiquinquirá est la patronne du pays. Une autre basilique dédiée à Notre-Dame de Chiquinquirá est située à Moniquirá.

## Historique
Le diocèse est érigé le 26 avril 1977 par la constitution apostolique Qui Divino Consilio du pape Paul VI en prenant une partie du territoire de l'archidiocèse de Tunja dont Chiquinquirá devient suffragant.
Par la lettre apostolique Quales quantosque du 8 avril 1978, Paul VI décrète que la Vierge Marie, vénérée sous le vocable de Notre-Dame du Rosaire, est la principale patronne du diocèse.
Le 3 juillet 1986, Jean-Paul II visite le sanctuaire et prie pour la paix en Colombie.

## Évêques
- Alberto Giraldo Jaramillo, P.S.S (26 avril 1977 - 26 juillet 1983), nommé évêque de Cúcuta
- Álvaro Raúl Jarro Tobos (19 juin 1984 - 24 juin 1997), nommé à l'ordinariat militaire de Colombie
- Héctor Luis Gutiérrez Pabón (2 février 1998 - 6 août 2003), nommé évêque de Engativá
- Luis Felipe Sánchez Aponte (11 février 2004 - 6 juin 2025)
- Ramón Alberto Rolón Güepsa, depuis le 6 juin 2025